# Topobea pittieri
Topobea pittieri är en tvåhjärtbladig växtart som beskrevs av Célestin Alfred Cogniaux. Topobea pittieri ingår i släktet Topobea och familjen Melastomataceae.
Artens utbredningsområde är Costa Rica. Inga underarter finns listade i Catalogue of Life.